# Ronde van Vlaanderen 1982
De 66ste editie van de Ronde van Vlaanderen werd verreden op 4 april 1982 over een afstand van 267 km van Sint-Niklaas naar Meerbeke. De gemiddelde uursnelheid van de winnaar was 40,566 km/h. Van de 212 vertrekkers bereikten er 51 de aankomst.
Een ronde waarbij de favorieten elkaar beloerden. Moser probeerde op de hellingen een schifting door te voeren maar kreeg geen hulp. Met 50 man stormden ze naar Geraardsbergen. Hanegraaf ontsnapte nam kleine minuut voorsprong maar werd juist voor de Muur ingehaald door Noor Wilmann, Sergeant en Martens. Op de Muur van Geraardsbergen reed Martens vooruit om de premie op de top te pakken. Op aansporing van adjunct-ploegdirecteur José De Cauwer besloot stoomtrein Martens op de grote molen door te zetten. De achtervolgers werden ingehaald maar een actie van de groten kwam er niet. Eddy Planckaert reageerde te laat met Pevenage en Pollentier, die 3 minuten had goedgemaakt vanuit de achtergrond. De onverwachte triomf zou (naast een overwinning in Bordeaux-Parijs en een ritzege in de Tour) de grootste zege uit de loopbaan van Martens blijken.

## Hellingen
| - Oude Kwaremont - Koppenberg - Taaienberg - Berg ten Houte | - Eikenberg - Volkegemberg - Varent - Steenberg | - Pijpketel - Muur-Kapelmuur - Bosberg |

## Uitslag
| Rang | Renner              | Land      | Ploeg                 | Tijd     |
| ---- | ------------------- | --------- | --------------------- | -------- |
| 1    | René Martens        | België    | Daf Trucks-TeVe Blad  | 6h35'40" |
| 2    | Eddy Planckaert     | België    | Splendor-Wickes       | op 21"   |
| 3    | Rudy Pevenage       | België    | Capri Sonne           | z.t.     |
| 4    | Michel Pollentier   | België    | Safir-Marc            | z.t.     |
| 5    | Jan Bogaert         | België    | Europ Decor           | op 45"   |
| 6    | Palmiro Masciarelli | Italië    | Famcucine             | z.t.     |
| 7    | Patrick Versluys    | België    | Boule D'Or            | z.t.     |
| 8    | Géry Verlinden      | België    | Boule D'Or            | z.t.     |
| 9    | Marc Sergeant       | België    | Boule D'Or            | z.t.     |
| 10   | Johan van der Velde | Nederland | Ti-Raleigh-Campagnolo | z.t.     |

1913 · 
1914 · 
1915 · 
1916 · 
1917 · 
1918 · 
1919 · 
1920 · 
1921 · 
1922 · 
1923 · 
1924 · 
1925 · 
1926 · 
1927 · 
1928 · 
1929 · 
1930 · 
1931 · 
1932 · 
1933 · 
1934 · 
1935 · 
1936 · 
1937 · 
1938 · 
1939 · 
1940 · 
1941 · 
1942 · 
1943 · 
1944 · 
1945 · 
1946 · 
1947 · 
1948 · 
1949 · 
1950 · 
1951 · 
1952 · 
1953 · 
1954 · 
1955 · 
1956 · 
1957 · 
1958 · 
1959 · 
1960 · 
1961 · 
1962 · 
1963 · 
1964 · 
1965 · 
1966 · 
1967 · 
1968 · 
1969 · 
1970 · 
1971 · 
1972 · 
1973 · 
1974 · 
1975 · 
1976 · 
1977 · 
1978 · 
1979 · 
1980 · 
1981 · 
1982 · 
1983 · 
1984 · 
1985 · 
1986 · 
1987 · 
1988 · 
1989 · 
1990 · 
1991 · 
1992 · 
1993 · 
1994 · 
1995 · 
1996 · 
1997 · 
1998 · 
1999 · 
2000 · 
2001 · 
2002 · 
2003 · 
2004 · 
2005 · 
2006 · 
2007 · 
2008 · 
2009 · 
2010 · 
2011 · 
2012 · 
2013 · 
2014 · 
2015 · 
2016 · 
2017 · 
2018 · 
2019 · 
2020 · 
2021 · 
2022 · 
2023 · 
2024
Lijst van beklimmingen